# Лена (Италия)
 Тази статия е за селото в Северна Италия.  За реката в Русия вижте Лена.  
Лѐна (на италиански и на ломбардски: Lenna) е село и община в Северна Италия, провинция Бергамо, регион Ломбардия. Разположено е на 465 m надморска височина. Населението на общината е 598 души (към 2018 г.).